# Martín Terán
Martín José Terán (San Miguel de Tucumán; 25 de julio de 1969) es un exjugador argentino de rugby que se desempeñaba como wing. Jugó para los Pumas. Es considerado el mejor jugador tucumano de la historia, luego de Omar Hasan.
También jugó al fútbol profesionalmente en Atlético Tucumán 

## Biografía
Terán nació en San Miguel, Provincia de Tucumán, Argentina, en 1969. Empezó a jugar rugby en 1975 con seis años de edad en el club de toda su vida; Tucumán Rugby Club. Debutó en primera en el año 1988 con 19 años de edad y jugaría en él hasta su retiro en 2004.
En 1989 fue convocado al Seleccionado de Tucumán, donde sería un jugador clave para los naranjas en la obtención de cuatro campeonatos argentinos.
En 1995 para sorpresa de propios y extraños recibe una propuesta de Atlético Tucumán para jugar al fútbol, la cual aceptó. Cumpliendo así el sueño de jugar en el club del cual es hincha.

## Selección nacional
En 1991 fue llamado para formar parte de los Pumas para enfrentar a los All Blacks el 6 de julio en el estadio de Vélez Sarsfield.
Su último partido con los Pumas fue contra Francia el 21 de octubre de 1995 en el Estadio de Ferro Carril Oeste. En total jugó 30 partidos y marcó siete tries.

### Participaciones en Copas del Mundo
Disputó la Copa Mundial Inglaterra 1991 donde Argentina perdió contra los eventuales campeones del mundo, los Wallabies, por 32 a 19, Terán marcó dos tries y fue el mayor puntaje en contra para los australianos en ese torneo. Le seguirían dos derrotas ante los Dragones Rojos por 16 a 7 y frente a Samoa por 35 a 12 (Terán marcó un try), tras lo cual los Pumas fueron eliminados del torneo. Terán jugó su segundo y último mundial en Sudáfrica 1995; Argentina perdería todos sus partidos por apenas seis puntos y sería nuevamente eliminada en primera fase.
| Mundial                       | Sede       | Resultado    | PJ | Tries |
| ----------------------------- | ---------- | ------------ | -- | ----- |
| Copa Mundial de Rugby de 1991 | Inglaterra | Primera fase | 3  | 3     |
| Copa Mundial de Rugby de 1995 | Sudáfrica  | Primera fase | 3  | 0     |

## Palmarés
| Título                        | Equipo        | País      | Año  |
| ----------------------------- | ------------- | --------- | ---- |
| Anual Tucumano                | Tucumán Rugby | Argentina | 1988 |
| Anual Tucumano                | Tucumán Rugby | Argentina | 1989 |
| Anual Tucumano                | Tucumán Rugby | Argentina | 1990 |
| Anual Tucumano                | Tucumán Rugby | Argentina | 1991 |
| Anual Tucumano                | Tucumán Rugby | Argentina | 1992 |
| Anual Tucumano                | Tucumán Rugby | Argentina | 1993 |
| Anual Tucumano                | Tucumán Rugby | Argentina | 1995 |
| Torneo Regional del Noroeste  | Tucumán Rugby | Argentina | 2000 |
| Campeonato Argentino de Rugby | Tucumán       | Argentina | 1989 |
| Campeonato Argentino de Rugby | Tucumán       | Argentina | 1990 |
| Campeonato Argentino de Rugby | Tucumán       | Argentina | 1992 |
| Campeonato Argentino de Rugby | Tucumán       | Argentina | 1993 |

- Campeón del Sudamericano de Rugby de 1991, 1993 y 1995.

## Fútbol

### Atlético Tucumán
En 1995 le dieron la chance de vestir los colores de Atlético Tucumán y no la desaprovechó. Terán de primera fue visto como un bicho raro. Era el choque de dos mundos. Pero eso lo cambió con goles. Gracias a su velocidad, el wing (el mismo puesto que en el rugby) metió 18 goles en su primera temporada en el equipo que participaba en la Liga Tucumana. Esto motivó que lo convocaran al plantel superior de la B Nacional. Esperó su momento y le llegó sobre el final de la temporada 1996/97. No fue un buen año, ya que Atlético peleó el descenso. Justamente, en la anteúltima fecha, se enfrentó a Douglas Haig de Pergamino en Tucumán. El empate lo complicaba, pero Martín entró faltando 10 minutos y cuando el partido se moría, metió un cabezazo para salvar la categoría de su equipo. Luego de eso se retiró del fútbol.